# أودري ريد
أودري ريد (بالإنجليزية: Audrey Reid)‏ هي ممثلة جامايكية، ولدت في 16 يناير 1970 بكينغستون في جامايكا.

## وصلات خارجية
- أودري ريد على موقع IMDb (الإنجليزية)
- أودري ريد على موقع قاعدة بيانات الفيلم (الإنجليزية)